# Ромм, Александр Георгиевич
Александр Георгиевич (Гершонович) Ромм (1886—1952) — русский и советский искусствовед, переводчик, поэт, график, художник.

## Биография
Родился 19 (31) декабря 1886 года в семье врача-хирурга из Вильны. Его мать была певицей и пианисткой, которая окончила Венскую консерваторию. Брат разведчика В. Г. Ромма
Окончив классическую гимназию в Вильно, в 1907 году поступил в Санкт-Петербургский университет, вольнослушателем историко-филологического факультета. Одновременно, в 1907—1910 годах посещал частную школу Е. Н. Званцевой, где живопись преподавал Л. С. Бакст, а рисунок М. В. Добужинский. В то время там учился Марк Шагал, вместе с которым он поехал в 1911 году в Париж, где они продолжили обучение, посещая студию Мориса Дени и Лефоконье. В Париже писал портреты и пейзажи, которые охотно приобретались коллекционерами
В 1913—1914 годах побывал в Германии и Австрии. До Первой мировой войны жил в Италии. В это зарубежный период жизни им был создан цикл живописных и графических работ под названием «Запад». Во время Первой мировой войны, в течение 1915–1917 годов, на турецком фронте служил в качестве переводчика. 
В 1918 году вновь встретился с Шагалом (в Петербурге), который как комиссар по делам искусств Витебской губернии, пригласил его в Витебск, где назначил его главным художником по оформлению города к годовщине Октябрьской революции. По эскизу Ромма было написано панно «Свержение Вандомской колонны» и создан занавес для театра революционной сатиры. Активно участвовал в работе УНОВИСа; в создании Витебских свободных художественных мастерских и Музея современного искусства. Одновременно, он преподавал всеобщую историю искусств в Витебском народном художественном училище и заведовал подотделом изобразительных искусств. В сентябре 1919 года между Шагалом (в то время директором художественного училища) и Роммом возник конфликт в связи с выселением последнего из комнаты, которую он занимал в стенах училища вместе с женой Евгенией Офросимовой. К началу 1920 года он перерос в открытую вражду и 15 января 1920 года Ромм был назначен председателем Комиссии по охране памятников старины и предметов искусства при губотделе просвещения, где и проработал до весны 1922 года. В этот период времени им был создан большой «Витебский цикл» рисунков и акварелей; в Витебске он начал писать искусствоведческие статьи и заметки.
В июле 1922 года уехал в Москву и 1 ноября был назначен заведующим 7-го Пролетарского музея имени А. Луначарского. После ликвидации музея в 1924 году, до 1930 года был корреспондентом-референтом в ЦК Профсоюзов работников просвещения. В 1930 году познакомился и в 1931 году женился на Елене Варнавовне Нагаевской.
В годы Великой Отечественной войны заведовал картинной галереей во Фрунзе. Но основным в его деятельности стали искусствоведческие книги и статьи.
В послевоенное время вместе с женой уехал в Бахчисарай. В Крыму Ромм бывал практически каждый год, начиная с 1936 года, когда впервые приехал с супругой в Коктебель. Климат Крыма был целительным для его супруги, но оказался губительным для Ромма; он умер в Бахчисарае 19 декабря 1952 года и был похоронен на старом городском кладбище.